# Vermillion (Album)
Vermillion (englisch für „Zinnoberrot“) ist ein Jazzalbum von Kit Downes mit Petter Eldh und James Maddren. Die im Mai und Juni 2021 im Auditorio Stelio Molo der RSI, Lugano, entstandenen Aufnahmen erschienen am 11. Februar 2022 auf ECM Records.

## Hintergrund
Vermillion ist das dritte ECM-Album von Downes nach Obsidian (2018) und Dreamlife of Debris (2019). Downes nahm das Album als Pianist mit dem Bassisten Petter Eldh und dem Schlagzeuger James Maddren auf, mit denen er seit mehreren Jahren zusammenarbeitet. Das Trio ist nach den drei Musikern benannt und nicht unter dem Gruppennamen Enemy, worunter sie in der Vergangenheit für Edition Records ein gleichnamiges Album (2018) aufgenommen und getourt hatten (auch nachfolgende Alben erschienen wieder unter dem gemeinsamen Namen). Das Album enthält elf Stücke, fünf von Downes und fünf von Eldh geschrieben. Der letzte Track ist ein Arrangement von Jimi Hendrix’ „Castles Made of Sand“, ursprünglich auf dessen Album Axis: Bold as Love (1968).
Im Studio in Lugano ist das Trio Downes zufolge „in einen Bereich vorgedrungen,“ in dem sie zuvor „noch nicht gespielt haben, nämlich in einen eher kammermusikalisch orientierten Sound. Die komplexe rhythmische Komponente ist immer noch intakt, aber sie ist in eine andere Ästhetik gehüllt.“ Angeblich ist Produzent Manfred Eicher nicht nur im Unterschied zum Pianisten aufgefallen, dass ein Klavierton minimal falsch gestimmt war; zusätzlich habe seine Anregung, ein Mikrofon um „Daumesbreite“ (Downes) zu verschieben, große Auswirkung auf den Klang gehabt.

## Titelliste
- Kit Downes: Vermillion (ECM 2721, ECM Records 388 001)[4]

1. Minus Monks 3:56
2. Sister, Sister 4:21
3. Seceda 4:42
4. Plus Puls (Petter Eldh) 4:00
5. Rolling Thunder 2:32
6. Sandilands (Petter Eldh) 4:35
7. Waders (Petter Eldh) 3:34
8. Class Fails (Petter Eldh) 6:08
9. Bobbl’s Song 3:19
10. Math Amager (Petter Eldh) 3:29
11. Castles Made of Sand (Jimi Hendrix) 4:53

Wenn nicht anders vermerkt, stammen die Kompositionen von Kit Downes.

## Rezeption
Nach Ansicht von Mike Jurkovic, der das Album in All About Jazz rezensierte, sei Vermillion poetisch von Natur aus und bemerkenswert zugänglich, damit Downes’ bewegende Widerlegung des manchmal stacheligen ECM-Vorgängeralbums von 2019, Dreamlife of Debris (in einer Quartettbesetzung); es wandle „auf Zehenspitzen wie eine Ballerina, die sich ihrer Beherrschung der Bewegung sicher ist, und hält einen während der gesamten Darbietung gefesselt und hingerissen“. Mit jeweils fünf Kompositionen von Downes und Eldh und einer Jimi Hendrix-Interpretation, dem Standard „Castles Made of Sand“, erwecke das Trio diese elf überschwänglichen, offenen, schwerkraftlosen Miniaturen zum Leben.

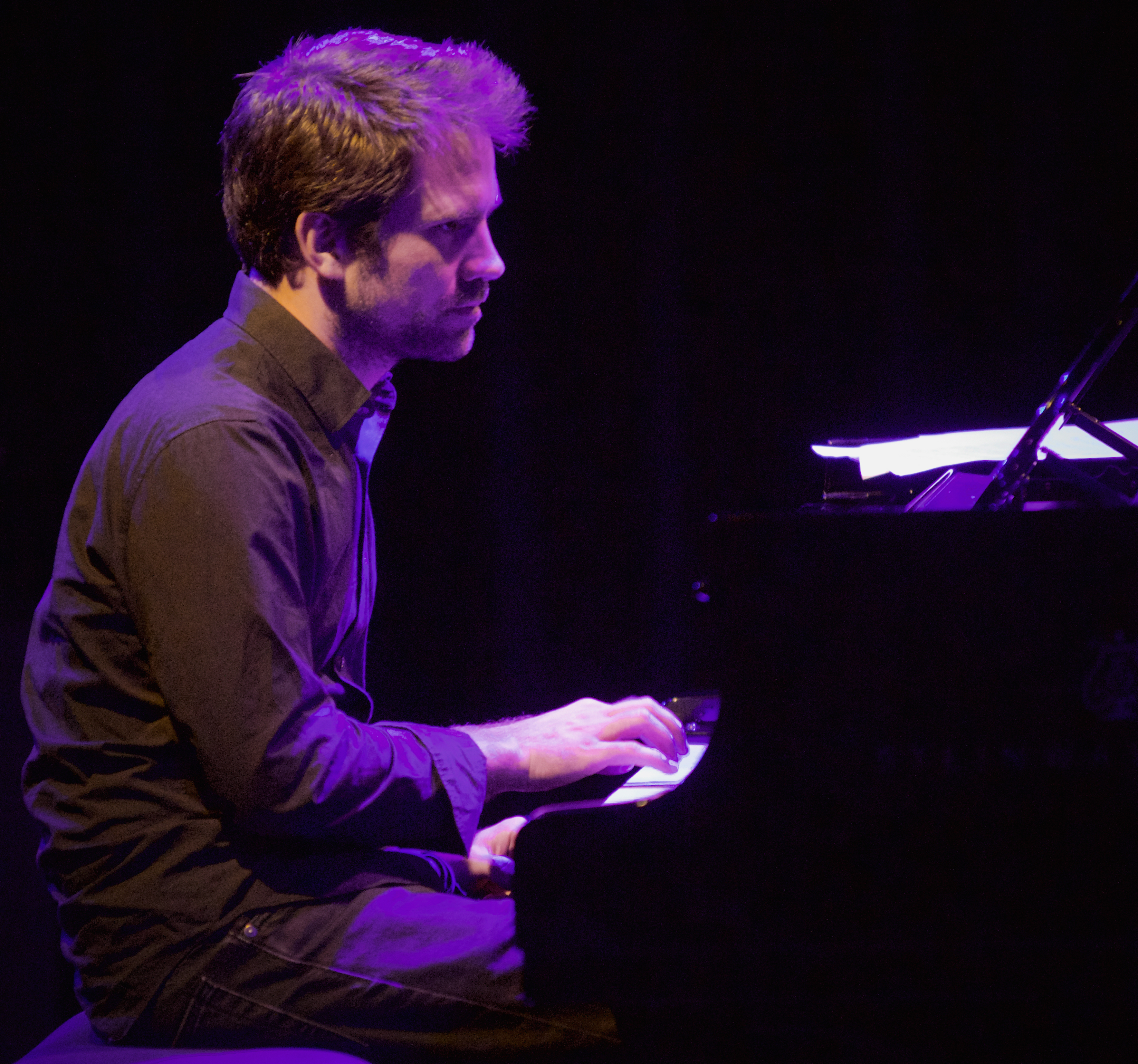
Kit Downes mit Dreamlife of Derbis im Bimhuis Amsterdam 2021

Wolf Kampmann meinte in Jazz thing, Downes sei schon immer ein Pianist gewesen, der konzeptionell weit über das Piano hinaus denken konnte, aber spielerisch immer wieder zu den 88 Tasten zurückgefunden hätte, und diese Gabe habe er auf diesem Trioalbum einmal mehr unter Beweis gestellt. So finde er in jedem Stück neue Wege, den tradierten Klavier-Trio-Kontext aufzubrechen, ohne ihn neu zu erfinden.
Tony Dudley-Evans urteilte in London Jazz News, Vermillion sei äußerst hörenswert, die Stimmung durchgehend sanft, besinnlich und lyrisch. Wie man es von einem Trio erwarte, das schon lange zusammen ist, sei die Interaktion und das Verständnis zwischen den dreien exzellent, und es gebe viele schöne Passagen, in denen sie als gleichberechtigte Partner bei der Schaffung komplizierter und einprägsamer Melodien fungieren.
Mat Micucci zählte das Vermillion in Jazziz zu den besten Neuveröffentlichungen des Monats und schrieb, auf seinem kammermusikalisch orientierten Album für das ECM-Label biete der Pianist Downes mit Eldh und Maddren ein abwechslungsreiches Klaviertrio-Programm. Vermillion beschreite sanfte Lyrik und mutige kreative Ausbrüche gleichermaßen und mit einem ausgeprägten Hang zur Melodie.
Michael Rüsenberg (jazzcity) ist in seiner Besprechung von Vermillion nicht völlig überzeugt: Statt einer Spielhaltung des „right into your face“, mit der das Trio bekannt geworden sei, sei unter Eichers Regie eine „Adagio-Stimmung“ wahrzunehmen. Zwar sei die Klangqualität bestens, das Zusammenspiel – insbesondere in parallelen Läufen von Piano und Kontrabass – delikat; überhaupt mangele es nicht an „applaus-pflichtigen Nuancen“. Dennoch würde man in den „süffigen Kantilenen“ nicht das früher Enemy genannte Trio erkennen, sondern vielleicht sogar an das Bobo Stenson Trio denken. Wie Downes habe sich auch Eldh als Komponist an diese Stimmung angepasst; seine Kinderlied-Melodik klinge erst in „Sandilands“ an, das wohl am ehesten als Jazz zu charakterisierende Stück, mit einer an Chick Corea erinnernden Leichtigkeit. Wenn auch mit anderem Groove, sei auch das danach folgende „Waders“ ein leicht wirkendes Stück. Nur der zuletzt folgende Hendrix-Titel warte mit einem, „wenn auch mit spitzen Fingern angefassten Vamp“ auf.